# Monte Cinto
Monte Cinto, Cinto (cos. Monte Cintu) – najwyższy szczyt francuskiej wyspy Korsyka o wysokości 2706 m n.p.m. (według innych źródeł 2710 m n.p.m.) i takiej samej wybitności, co czyni go jednym z najwybitniejszych szczytów w Europie.
Cinto położone w północno-zachodniej części wyspy zbudowane jest ze skał krystalicznych głównie granitów.
Położenie szczytu zapewnia panoramiczny widok na góry kontynentalnej Europy, rozciągające się od Marsylii do Rzymu. Najbardziej odległą górą widoczną ze szczytu Monte Cinto jest leżący w Szwajcarii i oddalony o 405 kilometrów Dufourspitze.
Pierwsze znane wejście na Monte Cinto dokonane zostało przez ekipę pod przewodnictwem Édouarda Rochata, która osiągnęła szczyt poprzez południowy stok góry 6 czerwca 1882. W dniu 26 maja 1883 roku, ekipa prowadzona przez angielskiego alpinistę Francisa F. Tucketta, wraz z przewodnikiem F. Devouassoudem oraz malarzem krajobrazów E. T. Comptonem, zdobyła szczyt szlakiem, który obecnie nosi nazwę na cześć Tucketta.

Monte Cinto 3D